# Blytheville
Blytheville ist eine City in und neben Osceola einer von zwei Verwaltungssitzen von Mississippi County im US-Bundesstaat Arkansas. Das U.S. Census Bureau hat bei der Volkszählung 2020 eine Einwohnerzahl von 13.406 ermittelt. Das Stadtgebiet hat eine Größe von 53,5 km².

## Sehenswürdigkeiten
- Blytheville Heritage Museum

## Söhne und Töchter der Stadt
- Dee Clark (1938–1990), R&B-Sänger und Songwriter
- Kimberly Derrick (* 1985), Shorttrackerin und Inline-Speedskaterin
- Nannerl O. Keohane (* 1940), Politikwissenschaftlerin, Hochschullehrerin und Hochschulpräsidentin
- Kathy Webb (* 1950), Politikerin
- Ruth Whitaker (1936–2014), Politikerin